# Heinrich Koebner
Heinrich Koebner (eller Köbner), född den 2 december 1838 i Breslau, död den 3 september 1904, var en tysk dermatolog. 
Koebner studerade medicin i Berlin och blev medicine doktor 1859 vid universitetet i Breslau. Därefter tjänstgjorde han som läkare i Wien under Ferdinand von Hebra och i Paris hos Alfred Hardy. 
År 1876 blev Koebner föreståndare för polikliniken för syfilis och hudsjukdomar i Breslau. År 1884 flyttade han till Berlin. År 1893 valdes han in som ledamot av Leopoldina.
Koebner var särskilt känd för sin forskning kring psoriasis, vitiligo  och svampsjukdomar. Han har givit upphov till ett antal termer som ännu är i bruk i fackspråket och som genom sina namn påminner om honom.